# Рональд Ворм
Рональд Ворм (нім. Ronald Worm, нар. 7 жовтня 1953, Дуйсбург) — німецький футболіст, що грав на позиції нападника.
Виступав за клуби «Дуйсбург» та «Айнтрахт» (Брауншвейг), а також національну збірну ФРН, з якою став віце-чемпіоном Європи.

## Клубна кар'єра
У дорослому футболі дебютував 1971 року виступами за рідну команду «Дуйсбург», в якій провів вісім сезонів, взявши участь у 231 матчі чемпіонату. У Бундеслізі він дебютував 5 лютого 1972 року в матчі з «Дюссельдорфом» (0:0). 18 березня 1972 року в грі проти «Кайзерслаутерна» (1:0), він забив свій перший гол у Бундеслізі. У 1975 році з клубом він дійшов до фіналу Кубка Німеччини, де «Дуйсбург» програв 0:1 «Айнтрахту» з Франкфурта. У 1978 році Ворм посів 6-е місце з командою в Бундеслізі, що було його найвищим показником за всю кар'єру. Загалом Рональд провів у «Дуйсбурзі» 8 років і більшість часу, проведеного у складі клубу, був основним гравцем атакувальної ланки команди, забивши 71 гол у Бундеслізі.
Влітку 1979 року за 1 млн. марок перейшов до клубу «Айнтрахт» (Брауншвейг), за який відіграв 8 сезонів. Свій перший матч за нову команду у Бундеслізі він провів 11 серпня 1979 року проти «Герти» (0:0), але за підсумками першого ж сезону команда вилетіла у Другу Бундеслігу Північ. Там, забивши 30 голів у сезоні 1980/81, Ворм фінішував третім у гонці бомбардирів і допоміг команді відразу ж повернутись до еліти. Однак у 1985 році клуб знову вилетів до Другої Бундесліги. У 1987 році, після вильоту «Айнтрахта» в Оберлігу, третій дивізіон ФРН, Ворм закінчив свою кар'єру. Всього за «Айнтрахт» Ворм зіграв 244 матчів і забив 92 м'ячі в чемпіонаті.
Загалом за кар'єру Ворм провів 380 матчів у Бундеслізі і забив 119 голів, а ще 95 ігор відіграв у другому дивізіоні, забивши там 44 голи.

## Виступи за збірну
Виступав за збірну ФРН до 18 років, з якою став фіналістом юнацького чемпіонату Європи 1972 року в Іспанії. В тому ж році був у складі олімпійської збірної ФРН був учасником домашніх Олімпійських ігор. На турнірі він зіграв у всіх шести іграх і в матчі з Малайзією (3:0) забив гол.
20 грудня 1975 року дебютував в офіційних матчах у складі національної збірної ФРН в товариській грі проти Туреччини (5:0), в якій відзначився дублем.
У складі збірної був учасником чемпіонату Європи 1976 року в Югославії, де разом з командою здобув «срібло», та чемпіонату світу 1978 року в Аргентині, але на обох турнірах на поле не виходив.
Загалом протягом кар'єри у національній команді, яка тривала 4 роки, провів у її формі 7 матчів, забивши 5 голів.

## Кар'єра тренера
Як тренер працював асистентом Уве Райндерса у командах «Герта» та «Заксен», після чого був головним тренером кількох аматорських команд, а 2015 року очолив жіночу команду «Айнтрахта» (Брауншвейг).

## Статистика
| Клуб                    | Сезон              | Чемпіонат | Чемпіонат | Кубок ФРН | Кубок ФРН | Єврокубки | Єврокубки | Інше | Інше | Всього | Всього |
| Клуб                    | Сезон              | Ігри      | Голи      | Ігри      | Голи      | Ігри      | Голи      | Ігри | Голи | Ігри   | Голи   |
| ----------------------- | ------------------ | --------- | --------- | --------- | --------- | --------- | --------- | ---- | ---- | ------ | ------ |
| «Дуйсбург»              | 1971/72            | 10        | 3         | 1         | 1         | 0         | 0         | 0    | 0    | 11     | 4      |
| «Дуйсбург»              | 1972/73            | 33        | 4         | 2         | 0         | 0         | 0         | 0    | 0    | 35     | 4      |
| «Дуйсбург»              | 1973/74            | 28        | 4         | 1         | 0         | 0         | 0         | 0    | 0    | 29     | 4      |
| «Дуйсбург»              | 1974/75            | 30        | 10        | 7         | 4         | 0         | 0         | 0    | 0    | 37     | 14     |
| «Дуйсбург»              | 1975/76            | 31        | 12        | 2         | 3         | 4         | 4         | 0    | 0    | 37     | 19     |
| «Дуйсбург»              | 1976/77            | 34        | 13        | 4         | 5         | 0         | 0         | 0    | 0    | 38     | 18     |
| «Дуйсбург»              | 1977/78            | 33        | 15        | 6         | 6         | 0         | 0         | 0    | 0    | 39     | 21     |
| «Дуйсбург»              | 1978/79            | 32        | 10        | 4         | 4         | 10        | 8         | 0    | 0    | 46     | 22     |
| «Дуйсбург»              | Всього             | 231       | 71        | 27        | 23        | 14        | 12        | 0    | 0    | 272    | 106    |
| «Айнтрахт» (Брауншвейг) | 1979/80            | 23        | 8         | 2         | 0         | 0         | 0         | 0    | 0    | 25     | 8      |
| «Айнтрахт» (Брауншвейг) | 1980/81            | 38        | 30        | 6         | 5         | -         | -         | 2    | 1    | 46     | 36     |
| «Айнтрахт» (Брауншвейг) | 1981/82            | 33        | 17        | 1         | 0         | 0         | 0         | 0    | 0    | 34     | 17     |
| «Айнтрахт» (Брауншвейг) | 1982/83            | 25        | 5         | 2         | 2         | 0         | 0         | 0    | 0    | 27     | 7      |
| «Айнтрахт» (Брауншвейг) | 1983/84            | 34        | 8         | 3         | 5         | 0         | 0         | 0    | 0    | 37     | 13     |
| «Айнтрахт» (Брауншвейг) | 1984/85            | 34        | 10        | 1         | 0         | 0         | 0         | 0    | 0    | 35     | 10     |
| «Айнтрахт» (Брауншвейг) | 1985/86            | 33        | 12        | 1         | 0         | -         | -         | 0    | 0    | 34     | 13     |
| «Айнтрахт» (Брауншвейг) | 1986/87            | 24        | 2         | 0         | 0         | -         | -         | 0    | 0    | 24     | 2      |
| «Айнтрахт» (Брауншвейг) | Всього             | 244       | 92        | 16        | 12        | 0         | 0         | 2    | 1    | 262    | 105    |
| Загалом за кар'єру      | Загалом за кар'єру | 475       | 163       | 43        | 35        | 14        | 12        | 2    | 1    | 534    | 211    |

## Титули і досягнення
- Віце-чемпіон Європи: 1976